# Incontro di José Higgins
Per incontro di José Higgins si intende un presunto avvistamento di UFO connesso ad un incontro con esseri extraterrestri, che avrebbe avuto come protagonista il geometra José Higgins e sarebbe avvenuto nel 1947 in Brasile, a Bauru nello stato di San Paolo o secondo altre fonti a Pitanga nello stato del Paraná. L'episodio è ritenuto il primo incontro ravvicinato del terzo tipo dell'ufologia moderna.

## Cronologia degli eventi
La mattina del 23 luglio 1947 il geometra José Higgins stava lavorando in campagna, assistito da una squadra di operai agricoli indios, per effettuare rilievi topografici su alcuni terreni. Secondo il racconto di Higgins, ad un certo punto si sentì un sibilo acuto provenire dal cielo e fu avvistato un oggetto circolare con due protuberanze laterali, di forma simile al pianeta Saturno, che stava scendendo al suolo. Gli indios fuggirono spaventati, mentre il geometra rimase per vedere ciò che succedeva. L'oggetto atterrò posandosi su alcune appendici simili a zampe, che si incurvarono sotto il suo peso. Higgins notò che l'oggetto era di aspetto metallico e di colore grigio, con un diametro di circa 50 metri (escluse le due protuberanze laterali che misuravano circa 1 metro ciascuna) ed era alto circa 5 metri. Spinto dalla curiosità, Higgins si avvicinò per osservarlo meglio e notò una specie di finestra trasparente attraverso cui vide all'interno due persone che lo osservavano a loro volta. Poco dopo si aprì una porta dalla parte inferiore dell'oggetto ed uscirono tre esseri alti circa due metri, completamente ricoperti da tute trasparenti, attraverso cui si vedevano vestiti colorati che non sembravano fatti di stoffa ma di una specie di carta. Gli esseri erano completamente calvi e privi di peli, senza sopracciglia né barba ed avevano un aspetto umanoide, con occhi grandi senza palpebre. Uno di essi gli puntò contro un tubo metallico e poi indicò la porta dell'UFO, facendogli capire che volevano portarlo con loro. Dato che il loro linguaggio era incomprensibile, il geometra chiese a gesti da dove venivano ed essi, mostrando di avere capito, disegnarono al suolo sette cerchi con un punto centrale, poi indicarono il sole e subito dopo il punto centrale e poi ancora il settimo cerchio. A questo punto, Higgins capì che venivano da Urano. Spaventato, cercò una via d'uscita e così, avendo notato che erano infastiditi dalla luce del sole, uscì dall'ombra e mostrò agli esseri una foto di sua moglie, cercando di fare capire a gesti che voleva andare a prenderla per portarla con sé. I tre esseri non fecero nulla per trattenerlo, così Higgins cominciò ad allontanarsi e camminando raggiunse la vicina foresta, trovando un posto sicuro per nascondersi e osservare gli esseri senza essere visto. Per circa mezz'ora i tre esseri, aspettando il ritorno di Higgins, giocarono facendo capriole come i bambini e tirandosi pietre, quindi si guardarono intorno, si guardarono tra loro e risalirono a bordo dell'UFO, che decollò e risalì in cielo sparendo tra le nubi.

## Sviluppi successivi
Tornato in città, Higgins raccontò alla stampa la sua storia, che fu pubblicata l'8 agosto 1947 da due giornali, il Diario Da Tarde di Curitiba e il Correio Do Naroeste di Bauru. Higgins dichiarò a quest’ultimo giornale che se l'UFO non fosse stato avvistato anche dagli indios che erano con lui, egli avrebbe pensato di avere sognato ad occhi aperti. 
Qualche anno più tardi la storia fu riscoperta dal giornalista Joao Martins e pubblicata nel novembre 1954 sulla rivista O Cruzeiro. Successivamente, l'ufologo brasiliano Olavo Fontes preparò un resoconto in inglese della storia e lo inviò all'associazione ufologica statunitense APRO, che lo pubblicò nel numero di maggio 1961 dell'APRO Bulletin. Da un esame delle fonti giornalistiche originali, Fontes accertò che l’episodio non era accaduto nella zona di Bauru, come riportato successivamente da varie fonti, ma in quella di Pitanga. Qualche mese dopo, la storia fu pubblicata sulla rivista Flying Saucer Review.

## Ipotesi
L'episodio è avvenuto qualche settimana dopo l'avvistamento verificatosi negli USA da parte di Kenneth Arnold, che però in Brasile non era stato molto pubblicizzato; inoltre, Higgins lavorava in una zona rurale, per cui diversi ufologi hanno escluso che la sua storia sia l'effetto di una suggestione causata dall'avvistamento statunitense. Il geometra brasiliano è poi sparito nell'anonimato, per cui altri ufologi hanno escluso che si sia inventato tutto per acquisire notorietà.
Dato che non risulta che il testimone sia stato in seguito rintracciato e interrogato, alcuni scettici ritengono che il caso possa essere una montatura giornalistica.